# Arenaria melanandra
Arenaria melanandra är en nejlikväxtart som först beskrevs av Carl Maximowicz, och fick sitt nu gällande namn av Johannes Mattfeld och Hand.-mazz. Arenaria melanandra ingår i släktet narvar, och familjen nejlikväxter. Inga underarter finns listade i Catalogue of Life.